# Nephasoma capilleforme
Nephasoma capilleforme är en stjärnmaskart som först beskrevs av Murina 1973.  Nephasoma capilleforme ingår i släktet Nephasoma och familjen Golfingiidae. Inga underarter finns listade i Catalogue of Life.